# Patrick J. Boland

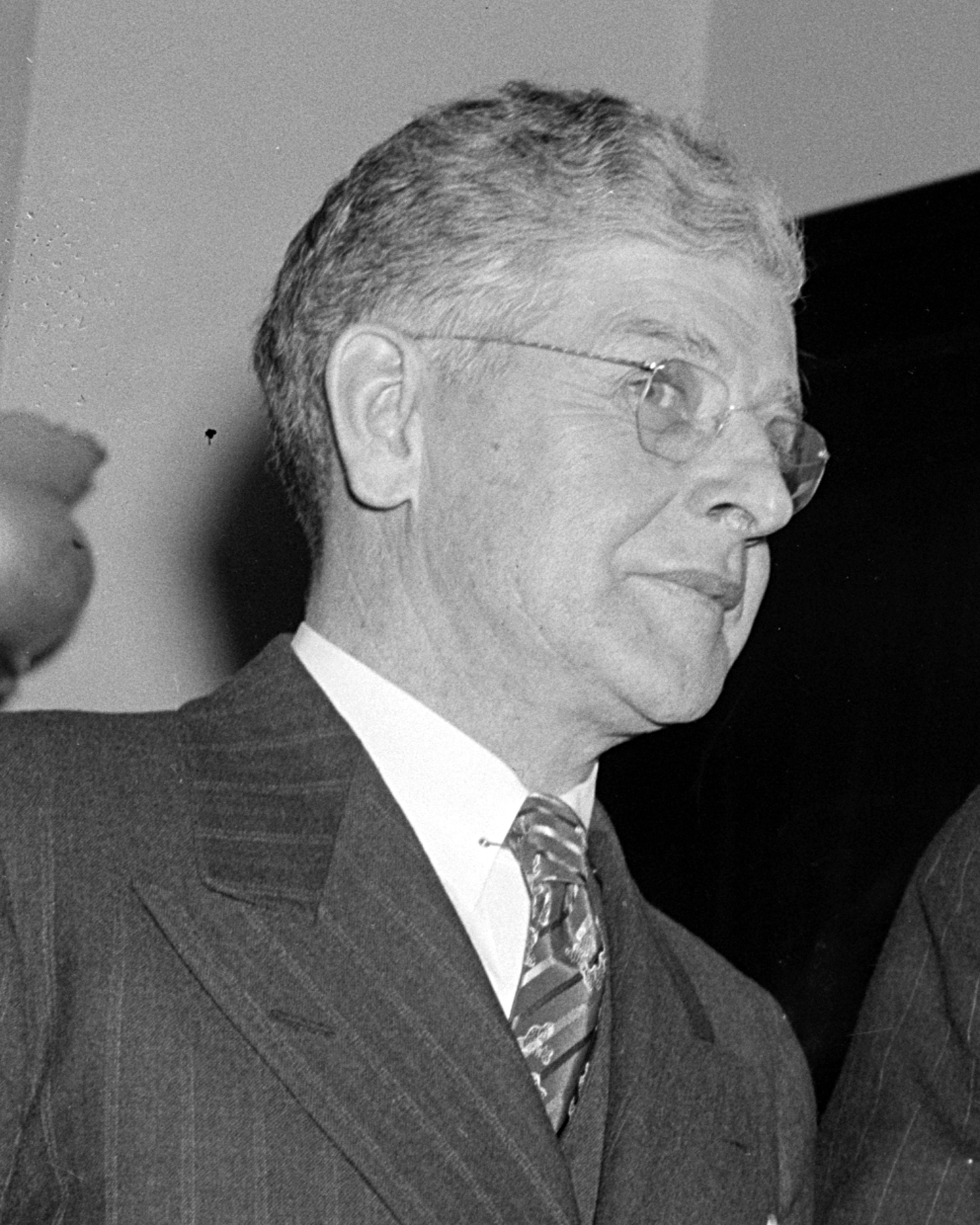
Patrick J. Boland (1939)

Patrick Joseph Boland (* 6. Januar 1880 in Scranton, Pennsylvania; † 18. Mai 1942 ebenda) war ein US-amerikanischer Politiker. Zwischen 1931 und 1942 vertrat er den Bundesstaat Pennsylvania im US-Repräsentantenhaus.

## Werdegang
Patrick Boland besuchte die öffentlichen Schulen seiner Heimat sowie das St. Thomas College. Danach arbeitete er als Zimmermann. Anschließend war er bei der im Baugewerbe tätigen Firma Boland Brothers beschäftigt. Gleichzeitig schlug er als Mitglied der Demokratischen Partei eine politische Laufbahn ein. In den Jahren 1905 und 1906 saß er im Gemeinderat von Scranton; von 1907 bis 1909 war er Mitglied im dortigen Schulausschuss. Zwischen 1915 und 1919 war er als County Commissioner Bezirksrat im Lackawanna County.
Bei den Kongresswahlen des Jahres 1930 wurde Boland im elften Wahlbezirk von Pennsylvania in das US-Repräsentantenhaus in Washington, D.C. gewählt, wo er am 4. März 1931 die Nachfolge des Republikaners Laurence Hawley Watres antrat. Nach fünf Wiederwahlen konnte er bis zu seinem Tod am 18. Mai 1942 im Kongress verbleiben. Seit 1933 wurden dort die New-Deal-Gesetze der Roosevelt-Regierung verabschiedet. 1935 wurden erstmals die Bestimmungen des 20. Verfassungszusatzes angewendet, wonach die Legislaturperiode des Kongresses jeweils am 3. Januar endet bzw. beginnt. Seit 1941 war auch die Arbeit des Kongresses von den Ereignissen des Zweiten Weltkrieges geprägt.
Nach Bolands Tod fiel sein Mandat in einer Sonderwahl an seine Witwe Veronica.